# Витік річки Заломаної
Ви́тік рі́чки Зало́маної — ландшафтний заказник місцевого значення в Україні. Розташований у межах Кременецького району Тернопільської області, на північний захід від села Старий Олексинець. 
Площа 12 га. Статус присвоєно згідно з рішенням сесії обласної ради від 4 червня 2019 року № 1398. Перебуває у віданні: Староолексинецька сільська рада. 
Статус присвоєно для збереження типових водно-болотних природних комплексів, місць зростання рідкісних видів рослин. Територія заказника охоплює широку заболочену ділянку з джерелом у межах долини струмка Заломана (притока Добрині).